# توماس فنسنت غرانت
توماس فنسنت غرانت (بالإنجليزية: Thomas Vincent Grant)‏ هو سياسي كندي، ولد في 21 ديسمبر 1876، وتوفي في 24 ديسمبر 1966. حزبياً، نشط في الحزب الليبرالي الكندي. وقد انتخب عضو مجلس الشيوخ الكندي وانتخب عضو مجلس العموم الكندي.